# 999 (liczba)
999 (dziewięćset dziewięćdziesiąt dziewięć) – liczba naturalna następująca po 998 i poprzedzająca 1000.

## W matematyce
- liczba Kaprekara[1].
- repdigit w systemie dziesiętnym i szesnastkowym.
- liczba palindromiczna o podstawach 10, 14 (515 14) i 36 (RR 36).
- największa 3-cyfrowa liczba całkowita dziesiętna.
- Liczba Harshada o podstawie 10.